# 西岔河镇
西岔河镇，是中华人民共和国陕西省汉中市佛坪县下辖的一个乡镇级行政单位。

## 行政区划
西岔河镇下辖以下地区：
西岔河村、三教殿村、银厂沟村、故峪沟村、瓦寨村、耖家庄村、磨石沟村和彭家沟村。